# Tovomita atropurpurea
Tovomita atropurpurea är en tvåhjärtbladig växtart som beskrevs av Julian Alfred Steyermark. Tovomita atropurpurea ingår i släktet Tovomita och familjen Clusiaceae. Inga underarter finns listade i Catalogue of Life.